# Grimoaldo, o Velho
Grimoaldo I (616 — 662 (46 anos)), também chamado Grimoaldo, o Velho (em francês: Grimaud), foi mordomo do palácio da Austrásia de 643 a 656. Era filho de Pepino de Landen e Itta de Metz. Grimoaldo serviu sob os reis merovíngios Sigeberto III, Clóvis II e Clotário III.

## Histórico
Com a morte de Pepino de Landen em 640, Grimoaldo se tornou o chefe de sua família, a mais poderosa da Austrásia. Nessa época, Radulfo, duque da Turíngia, rebelou-se contra Sigeberto III, rei da Austrásia. Grimoaldo participou da expedição seguinte contra a insurreição, mas ela foi um fracasso. Todavia, Grimoaldo teve sucesso salvando a vida do rei e se tornou seu amigo próximo. Então, através do afastamento do prefeito do palácio Otão, ele alcançou a posição que havia sido de seu pai.
Grimoaldo então convenceu o rei menino a adotar seu próprio filho, Quildeberto, como filho. Sigeberto eventualmente teve um herdeiro, Dagoberto II, mas Grimoaldo temendo o destino de sua própria dinastia, exilou o jovem Dagoberto em um monastério irlandeses ou na catedral escola de Poitiers. Com a morte de Sigeberto, Grimoaldo colocou seu filho no trono.
Há duas versões diferentes para sua morte. Uma afirma que o rei da Nêustria, Clóvis II, e seu prefeito do palácio, Erquinoaldo, capturaram-no e executaram-no em 657. A outra que Clotário III da Nêustria anexou a Austrásia em 661, depondo o jovem usurpador e executando-o junto com seu pai no ano seguinte.

## Pais
♂ Pepino de Landen (◊ 580 † 640)
♀ Itta de Metz (◊ c. 592 † 652)

## Casamentos e filhos
- com ?

1. ♂ Quildeberto, o Adotado (◊ c. 640 † 662)
2. Vulfetruda (†669) abadessa de Nivelles à morte de sua tia Gertrude.